# فدية
الفدية

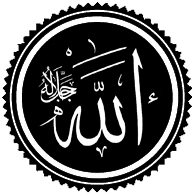

- في القرآن الكريم أو الكفارة هي تصرف أوجبه الشرع الإسلامي لمحو ذنب معين أكد الشرع على اجتنابه، وتكون الكفارة بالصيام أو الإعتاق أو إطعام المساكين وغير ذلك.[1]
- الفدية في الحج : ما يجب بسبب فِعل محظورٍ, أو ترك واجبٍ أو إحصارٍ أو بسبب النسك (كالتمتع والقِرَان).[2]

## أقسام الفدية
الفدية تنقسم إلى قسمين : فدية على التخيير، وفدية على الترتيب .
- القسم الأول : فدية التخيير : فهي نوعان :

النوع الأول: يُخَيَّر فيه المُحْرِم بين ثلاثة أمور : ذبح شاة أو صيام ثلاثة أيام أو إطعام ستة مساكين لكل مسكين مُدُّ من القمح، أو مُدِّين من غير القمح كالتمر والشعير والزبيب . والمُدُّ : ملئ كفتي الرجل الوسط .
وهذا النوع من فدية التخيير يجب في نوعين من المحظورات :
الأول : محظورات يستوي فيها العمد وغير العمد ( الخطأ والنسيان والإكراه ) وهي ما يلي :
أ - إزالة ثلاث شعرات فأكثر من رأسه أو من بدنه : فتجب فيها الفدية ؛ لقول الله عز جل(... وَلَا تَحْلِقُوا رُءُوسَكُمْ حَتَّى يَبْلُغَ الهَدْيُ مَحِلَّهُ فَمَنْ كَانَ مِنْكُمْ مَرِيضًا أَوْ بِهِ أَذًى مِنْ رَأْسِهِ فَفِدْيَةٌ مِنْ صِيَامٍ أَوْ صَدَقَةٍ أَوْ نُسُكٍ..) [البقرة : 196] . ولحديث كعب بن عجرة رضي الله عنه قال : (أَتَى عَلَيَّ النَّبِيُّ صَلَّى اللهُ عَلَيهِ وَسَلَّمَ زَمَنَ الحُدَيْبِيَةِ وَالْقَمْلُ يَتَنَاثَرُ عَلَى وَجْهِي فَقَالَ: أَيُؤْذِيكَ هَوَامُّ رَأْسِكَ؟ قُلْتُ: نَعَمْ. قَالَ: فَاحْلِقْ وَصُمْ ثَلَاثَةَ أَيَّامٍ أَوْ أَطْعِمْ سِتَّةَ مَسَاكِينَ أَوْ انْسُكْ نَسِيكَةً) [رواه البخاري ومسلم] . ولفظة ( أو ) تفيد التخيير . وقوله (أو انسك نسيكة ) أي: اذبح شاة .
ب- إزالة ثلاثة أظفار فأكثر من أظافر يديه أو قدميه : فتجب فيها الفدية ؛ قياساً على حلق الشعر ؛ لأن حلق الشعر حَرُم للآية، ولأنه نوع من الرفاهية في الحج وهذا ينافي الإحرام لكون المحرم أشعث أغبر، فقيس عليه إزالة الأظفار ؛ لأنه كذلك يحصل به الرفاهية .
ج- أما إذا أزال أقل من ثلاث شعرات أو أقل من ثلاثة أظفار فيجب عليه في كل شعرةٍ أو ظفرٍ إطعام مسكين ؛ لأنه أقل ما وجب شرعاً كفدية .
د - خروج المني بسبب نظرةٍ واحدةٍ إلى النساء : فتجب فيه الفدية ؛ لأنه فعل محرم حال الإحرام فوجبت فيه الفدية . فإن لم يُنزل فلا شيء عليه. وكذا إن فكَّر فأنزل فلا شيء عليه؛ لقول النبي صلى الله عليه وسلم : ( إِنَّ اللَّهَ تَجَاوَزَ لأُمَّتِى مَا حَدَّثَتْ بِهِ أَنْفُسَهَا مَا لَمْ يَتَكَلَّمُوا أَوْ يَعْمَلُوا بِهِ ) [رواه البخاري ومسلم].
هـ- المباشرة – من تقبيل وضمِّ ونحو ذلك – بغير إنزال : فتجب فيها الفدية ؛ لأنها أفعال محرمة بالإحرام فوجبت فيها الفدية .
الثاني : محظورات يجب فيها هذا النوع من الفدية في حال العمد فقط وهي :
أ - لُبس المخيط أثناء الإحرام : فتجب فيه الفدية ؛ قياساً على حلق الشعر ؛ لأنه حَرُم في الإحرام لأنه نوع من التَرَفُّه، فأشبه حلق الشعر . أما الناسي أو الجاهل – الذي لا يعلم أن هذا محظور في الإحرام – أو المكره فلا فدية عليه ؛ لقول النبي صلى الله عليه وسلم: (إِنَّ اللهَ وَضَعَ عَنْ أُمَّتِي الخَطَأُ وَالنِّسْيَانُ وَمَا اسْتُكْرِهُوا عَلَيهِ ) [رواه ابن ماجة] .
ب- التطيب : تجب فيه الفدية أيضاً ؛ قياساً أيضاً على حلق الشعر .
ج- تغطية الرأس : تجب فيها الفدية أيضاً ؛ قياساً أيضاً على حلق الشعر .
- وإنما اُعتبر الخطأ والنسيان والإكراه في لبس المخيط وتغطية الرأس والتطيب، ولم يُعتبر ذلك في الحلق وتقليم الأظفار ؛لأن الحلق والتقليم حصل فيهما إتلاف، فاستوى فيهما العمد والخطأ كما لو أتلف مال أدمي فإنه يضمنه سواءً كان الإتلاف عمداً أو خطأً.
النوع الثاني من فدية التخيير: وهو خاص بقتل الصيد سواءً قتله وهو مُحْرِم أو قتله في الحرم وسواءً كان عمداً أو خطأً أو نسياناً . فيخير بين ثلاثة أمور :
الأمر الأول : أن ينظر إلى هذا الصيد الذي صاده، ويأتي بما يماثله من بهيمة الأنعام -الإبل والبقر والغنم - ويحكم بالمماثلة ذوا عدل من المؤمنين، فيحكمان بأن هذه البهيمة من النعم تماثل هذا الصيد، ثم يذبحه ويوزعه على فقراء الحرم .
الأمر الثاني : أن يُقَوِّم هذا المثل من بهيمة الأنعام ويشتري بقيمته طعاماً – من جنس ما يُخْرَج في زكاة الفطر - ثم يوزع على المساكين لكل مسكين مدُّ من القمح أو الأرز أو مُدَّين من غيرهما .
الأمر الثالث : أن يصوم عن كل مسكينٍ يوماً, بمعني أن ينظر كم عدد المساكين الذين كان سيطعمهم لو اختار الإطعام – وكمية الطعام تختلف حسب قيمة الصيد الذي قتله – ثم يصوم عن كل مسكينٍ يوماً .
والدليل على هذا النوع من الفدية هو قول الله تعالى : ﴿ يَا أَيُّهَا الَّذِينَ آمَنُوا لَا تَقْتُلُوا الصَّيْدَ وَأَنْتُمْ حُرُمٌ وَمَنْ قَتَلَهُ مِنْكُمْ مُتَعَمِّدًا فَجَزَاءٌ مِثْلُ مَا قَتَلَ مِنَ النَّعَمِ يَحْكُمُ بِهِ ذَوَا عَدْلٍ مِنْكُمْ هَدْيًا بَالِغَ الْكَعْبَةِ أَوْ كَفَّارَةٌ طَعَامُ مَسَاكِينَ أَوْ عَدْلُ ذَلِكَ صِيَامًا لِيَذُوقَ وَبَالَ ﴾ [المائدة : 95] .
وأما وجوب الفدية في الصيد مع الخطأ والنسيان والجهل ؛ فلأن النبي صلى الله عليه وسلم جعل في الضبع إذا صاده المحرم كبشاً . رواه أبو داود عن جابر رضي الله عنه . ولم يُفِّرق بين العمد وغيره، ولأن فيه إتلاف فيستوي فيه العمد والخطأ كما سبق . قال ابن قدامة قال الزهري : ( على المتعمد بالكتاب وعلى المخطئ بالسنة) يعني : وجوب الفدية في قتل الصيد ثابتة على المتعمد بنص الآية وعلى المخطئ بالسنة .
- القسم الثاني من الفدية : الفدية على الترتيب : بمعنى أنه يجب عليه دَمٌ ( ذبح شاة أو سُبْع ناقة أو سُبْع بقرة، حيث تجزئ الناقة عن سبعة والبقرة كذلك عن سبعة) , فإن لم يجد أو وجد لكنه غير قادر على الثمن فعليه صيام ثلاثة أيام في الحج، وسبعة أيام إذا رجع إلى أهله . وهذا يكون عند ارتكاب محظور من المحظورات التالية:

أ - إذا حج متمتعاً أو قارناً , أو ترك واجباً من واجبات الحج ؛ لقول الله عز وجل : ﴿فَمَنْ تَمَتَّعَ بِالْعُمْرَةِ إِلَى الْحَجِّ فَمَا اسْتَيْسَرَ مِنَ الْهَدْيِ فَمَنْ لَمْ يَجِدْ فَصِيَامُ ثَلاَثَةِ أَيَّامٍ فِي الْحَجِّ وَسَبْعَةٍ إِذَا رَجَعْتُمْ تِلْكَ عَشَرَةٌ كَامِلَةٌ﴾[البقرة: 196] . والقِرَان داخل في حكم التمتع .
- يستحب في صيام الثلاثة أيام التي تكون في الحج أن يكون آخرها يوم عرفة ؛ لما ثبت عن عائشة رضي الله عنها أنها كانت تقول : (الصيام لمن تمتع بالعمرة إلى الحج ممن لم يجد هدياً ما بين أن يهل بالحج إلى يوم عرفة ...) رواه مالك في الموطأ .
- يصح صيام هذه الأيام الثلاثة في أيام التشريق ؛ لقول ابن عمر وعائشة رضي الله عنهم : (لَمْ يُرَخَّصْ فِي أَيَّامِ التَّشْرِيقِ أَنْ يُصَمْنَ إِلَّا لِمَنْ لَمْ يَجِدْ الْهَدْيَ ) رواه البخاري .
ب- المُحْصَر : وهو الذي مُنع من تمام النسك فيجب عليه دم ؛ لقول الله تعالى : ﴿وَأَتِمُّوا الحَجَّ وَالَعُمْرَةَ لِلَّـهِ فَإِنْ أُحْصِرْتُمْ فَمَا اسْتَيْسَرَ مِنَ الهَدْيِ﴾ [البقرة :196] . فإن لم يجد صام عشرة أيام بنية التحلل من إحرامه ؛ قياساً على المتمتع .فإذا صام عشرة أيامٍ فقد تحلل .
ج- الجماع قبل التحلل الأول : فمن جامع قبل التحلل الأول فسد حجه وعليه بَدَنة – بعيراً أو بقرة –؛ لما ثبت عن عبد الله بن عباس (أَنَّهُ سُئِلَ عَنْ رَجُلٍ وَقَعَ بِأَهْلِهِ وَهُوَ بِمِنًى قَبْلَ أَنْ يُفِيضَ فَأَمَرَهُ أَنْ يَنْحَرَ بَدَنَةً)[رواه مالك في الموطأ] ، ولأنه جِمَاعٌ صادف إحراماً تاماً فوجبت به البدنة .
- وكذا من أنزل مَنِيًّا بسبب تكرار النظر أو اللمس لشهوة، أو تقبيل ونحو ذلك فعليه بدنة ؛ قياساً على الجماع . فإن لم يجد بدنة أو كان لا يستطيع ثمنها فعليه صيام ثلاثة أيام في الحج وسبعة إذا رجع إلى أهله ؛ كما في حج التمتع .
فإن كان الجماع بعد التحلل الأول فعليه شاة؛ لأن الإحرام قد خفَّ بالتحلل الأول فينبغي أن يكون موجبه دون موجب الإحرام التام .
- أما إذا جامع في العمرة قبل أن يتحلل منها فعليه شاة ؛ لأن العمرة دون الحج فكان حكمها دون حكمه .
- التحلل الأول يحصل إذا فعل المُحْرم اثنين من هذه الأفعال : رمي جمرة العقبة والحلق والطواف، فإذا فعل اثنين منها فقد تحلل التحلل الأول، ويحل له به كل شيءٍ مما كان محظوراً عليه بالإحرام إلا النساء ؛ لحديث عائشة رضي الله عنها قالت : قال النبي صلى الله عليه وسلم : ( إِذَا رَمَيْتُمْ وَحَلَقْتُمْ فَقَدْ حَلَّ لَكُمُ الطِّيبُ وَالثِّيَابُ وَكُلُّ شئٍ إِلاَّ النِّسَاءَ) [رواه أحمد والبيهقي وهو صحيح دون لفظة (وحلقتم)] . وعنها أيضاً رضي الله عنها قالت: ( طَيَّبْتُ رَسُولَ الله صَلَّى اللهُ عَلَيهِ وَسَلَّمَ بِيَدَيَّ هَاتَيْنِ حِينَ أَحْرَمَ وَلِحِلِّهِ حِينَ أَحَلَّ قَبْلَ أَنْ يَطُوفَ وَبَسَطَتْ يَدَيْهَا) [رواه البخاري ومسلم] .
- فإذا رمى جمرة العقبة وحلق وطاف وسعى بين الصفا والمروة فقد تحلل التحلل الأكبر ويحل له به كل شيء حتى النساء ؛ لقول ابن عمر رضي الله عنهما في حجة النبي صلى الله عليه وسلم: (...ثُمَّ لَمْ يَحْلِلْ- يعني رَسُولُ الله صَلَّى اللهُ عَلَيهِ وَسَلَّمَ - مِنْ شَيْءٍ حَرُمَ مِنْهُ حَتَّى قَضَى حَجَّهُ وَنَحَرَ هَدْيَهُ يَوْمَ النَّحْرِ وَأَفَاضَ، فَطَافَ بِالْبَيْتِ ثُمَّ حَلَّ مِنْ كُلِّ شَيْءٍ حَرُمَ مِنْهُ... ) [رواه البخاري ومسلم] .